# 354-й навчальний механізований полк (Україна)
354-й навчальний механізований полк (354 НМП, в/ч 89520) створений 20 січня 1943 як 11-й гвардійський повітряно-десантний полк. У 1953 частина була переформована у 354-й гвардійський стрілецький Кишинівський ордена Суворова полк. У 1957 він став мотострілецьким полком, а у 1960 — навчальним мотострілецьким.

## Символіка
На нарукавній емблемі полку хрест ділить щит на чотири поля. Перше та четверте поля — блакитного кольору, друге та третє — малинового. Блакитний колір вказує на історичну належність частини до повітряно-десантних військ, малиновий — на теперішню належність до механізованих військ. Посередині щита зображено голову рисі анфас на тлі схрещених шабель вістрями угору золотого (жовтого) кольору. Зображення голови рисі виконано сірим, чорним, червоним та срібним (білим) кольорами. Нижче розміщено зображення бойової машини піхоти золотого (жовтого) кольору. Голова рисі, шаблі та бойова машина піхоти вказують на основні завдання частини — навчання майбутніх воїнів механізованих військ Сухопутних військ ЗС України. Гвардійська стрічка та стрічка ордена Суворова ІІІ ступеня у верхній частині щита відображають відповідно гвардійське найменування та наявність цієї державної нагороди. На синій стрічці у нижній частині щита розміщено напис «Кишинівський» — почесне найменування полку.